# Stelechantha arcuata
Espèce
Synonymes
- Stelechantha arcuata (préféré par NCBI)[2]
- Stelechantha arcuata S.E.Dawson[3]
- Stelechantha arcuata[2]

Statut de conservation UICN

 CR A2c+3c+4c : 
En danger critique
Stelechantha arcuata S.E.Dawson est une espèce de plante de la famille des Rubiaceae décrite par S. E. Dawson.  L'espèce est fortement menacée par la déforestation pour des raisons agricoles.

## Description
C'est un arbuste ou petit arbre de 1 à 2,5 mètres de haut endémique du sud du Cameroun. Ses fleurs sont bleues et cauliflores, c'est-à-dire qu'elles poussent directement sur son tronc. 

## Répartition et habitat
Il pousse dans les forêts de plaine à feuilles persistantes, entre 200 et 950 mètres d'altitude environ.